# Număr de masă
Numărul de masă reprezintă suma dintre numărul de protoni și numărul de neutroni dintr-un nucleu atomic, notat cu A. Acesta este un număr întreg, pentru orice specie de atomi și indică aproximativ masa atomului. Constituenții nucleului, protonii și neutronii, se numesc nucleoni. 